# Manggis (Sirampog)
Manggis is een bestuurslaag in het regentschap Brebes van de provincie Midden-Java, Indonesië. Manggis telt 3688 inwoners (volkstelling 2010).